# توم ديريك
توم ديريك (بالإنجليزية: Tom Derrick)‏ هو عسكري أسترالي، ولد في 20 مارس 1914 في Medindie, South Australia ‏ في أستراليا، وتوفي في 24 مايو 1945 في تاراكان في إندونيسيا.